# Titov životopis, 1892. – 1913.
Josip Broz (Joža, po oslovljavanju uobičajenom u Hrvatskom zagorju) je rođen 7. svibnja 1892. U raznim su se dokumentima pojavljivali razni datumi rođenja, što nije bilo neobično za ono doba kada nepismeni roditelji, s mnogo djece, često ni sami nisu bili sigurni. U jednom dokumentu austrijske vojske, iz vremena kada je služio vojsku, navodi se kao datum rođenja 25. svibnja 1892. Taj se datum već za vrijeme rata počeo slaviti kao Titov rođendan, pa je i Hitler naredio desant na Drvar na taj dan 1944. g. Poslije rata, nastavilo se na taj dan slaviti Titov rođendan i tzv. Dan mladosti.

## Roditeljski dom
Otac mu je bio Franjo Broz, težak srednjeg imovnoga stanja (što je u ondašnjim uvjetima u Hrvatskom zagorju značilo vrlo siromašan život), a majka Marija, rođene Javeršek, Slovenke iz susjedne Štajerske. Otac je bio, kažu životopisci, slabić, koji se nije uspijevao oduprijeti životnim nedaćama, dok je majka bila energična i snažna žena. Josip Broz je o njoj govorio s ljubavlju, dok oca jedva spominje. (Majka je umrla za vrijeme njegovog boravka u zarobljeništvu i kada se 1920. vratio u Kumrovec zatekao je kuću praznu, jer se otac preselio u selo pored Jastrebarskog).
Bio je sedmi od petnaestoro djece, rođene između 1881. i 1906. Od njih je osmero umrlo u dobi do dvije godine; za ono doba, sedam od 15 preživjelih bilo je i iznad prosjeka. Sam Josip Broz govorio je da ih je bilo desetero i iznenadio se kada mu je njegov životopisac Vladimir Dedijer rekao da je u matičnu knjigu upisano 15-oro djece; brzo umrla djeca su se zaboravljala. Jedan je brat umro 1932., a tri brata i dvije sestre bili su još živi poslije drugog svjetskog rata. Kako su svi mladi odlazili od kuće, braća u potrazi za poslom a sestre udajući se, obiteljske veze nisu bile jake. Josip Broz imao je 17 nećaka i nećakinja, od kojih se za trojicu navodi da su poginuli kao partizani. Bar jedan nećak Josipa Broza i danas je (u kolovozu 2006.) živ. 
Preci Brozovih u Zagorju mogu se pratiti sve do prve polovice XVI. stoljeća. Na jesenskim i zimskim prelima u doba Jožinog djetinjstva pričalo se o buni Matije Gupca, više od tri stoljeća ranije, i pamtilo imena poginulih iz svake kuće. 
Franjo Broz naslijedio je od oca osam jutara zemlje; upavši u dugove, bio je prisiljen jutro po jutro prodavati. To je bila uobičajena seljačka sudbina toga doba, u Zagorju koje je agrarno prenaseljeno, ugroženo usponom novčarske privrede i pritisnuto porezima, koji su se u to doba slivali u mađarsku blagajnu i Hrvatska nije dobivala ništa.
Godine 1903. u Hrvatskoj je izbila velika pobuna protiv režima bana Khuena-Hédervárya. U okršajima je poginulo 26 ljudi, a preko 3.000 je utamničeno. Mađarska vojska zaposjela je Zagorje, pa su i u kuću Brozovih smještena četiri vojnika; Josip Broz je zapamtio da su ih morali hraniti mjesec dana, a i sami nisu imali što jesti.

## Škola i zanat
Veći dio ranog djetinjstva, do polaska u osnovnu školu, Joža je proveo u selu Podsreda s one strane Sutle, u Sloveniji, kod djeda po majci Martina Javeršeka, relativno imućnog čovjeka. Tu je čuvao konje, naučio jahati i brinuti se za njih. Djed je čak imao i klavir, pa je tu Joža naučio pomalo svirati.
Godine 1901. – 1905. u Kumrovcu je završio četverogodišnju pučku školu; ocjene su uglavnom bile "dobar" i "vrlo dobar". U sljedeće dvije godine radi kao težak na imanju svojeg ujaka u Podsredi.
Uskoro je morao napustiti kuću kao što su to već bila učinila dva starija brata, jer se na ono malo zemlje nije moglo živjeti. Neko je vrijeme razmišljao o iseljavanju u Ameriku, ali nije imao šanse prikupiti 200 forinta za put.
Godine 1907., u dobi od 15 godina, dolazi u Sisak s namjerom da uči zanat konobara. Bitnu je ulogu u tome odigrala žudnja da bude lijepo odjeven, koja je kod Josipa Broza do kraja života bila vidljiva. Tri godine kasnije, kada se sa zanata vraćao kući, potrošio je 20 kruna za lijepo novo odijelo koje mu je međutim istoga dana bilo ukradeno. I kasnije, kad god su mu prilike dopuštale, elegantno se oblačio.

## Bravar i socijalist
Ubrzo se razočarao u taj posao, naporan i bez perspektive. Odlučio je učiti za mehaničara, sjetivši se pouke svog učitelja da je to zanat budućnosti. Godine 1907. – 1910. uči zanat kod bravara Nikole Karasa u današnjoj ulici Kralja Tomislava i pohađa šegrtsku školu.  Postaje dobar gimnastičar. Upoznaje se sa socijalističkom agitacijom (Socijaldemokratska stranka Hrvatske i Slavonije bila je osnovana 1894.), usmjerenom protiv "kapitalističkog izrabljivanja i popovskog zaglupljivanja". »Meni se sviđalo i jedno i drugo, jer i kao dijete nisam volio fratre i popove«, priča Josip Broz kasnije (Dedijer 1, str. 43). 
Tijekom 1910., u Sisku se ilegalno osnivaju sindikati. Rujna 1910. Josip Broz završava zanat i postaje bravarski pomoćnik. Odlazi u Zagreb, gdje se na dva mjeseca zaposlio u bravarskoj radionici kod Haramine u Ilici. U Radničkom domu u Ilici 53 upisuje se u Savez kovinarskih radnika, i time također postaje i član Socijaldemokratske stranke Hrvatske i Slavonije.
Tražeći posao, odlazi u Ljubljanu, Trst, pa ponovno u Zagreb, gdje je usavršio zanat kod poznatog majstora Augusta Knausa. U svibnju i lipnju 1911. sudjeluje u štrajku bravarskih radnika, koji je potrajao šest tjedana, kojim su tzv. "novooslobođeni" radnici (pomoćnici) izborili povišenje nadnice i devetosatni radni dan. Znajući da su u drugim krajevima Austrougarske monarhije nadnice znatno veće, odlučuje napustiti Hrvatsku. Zaposlio se u tvornici metalne robe u Kamniku u Sloveniji. Tu je, kao dobar gimnastičar, postao član "Sokola", i na otplatu kupio svoju prvu uniformu, sokolsku. 

## Potucanje po Srednjoj Europi
Zatim radi u Čenkovu u Češkoj, pa u Plzenju u tvornici Škoda, pa putuje Njemačkom. »Kao mlad čovjek, radoznao i željan da vidi najveće metalne tvornice Europe, on je proputovao Njemačku i Austro-Ugarsku, zadržavajući se u raznim tvornicama, negdje deset dana, negdje malo duže. Tako je radio u Bavarskoj, u Münchenu, zatim u Mannheimu u tvornici "Benz", poslije toga u Ruhru. Ova putovanja bila su od velike koristi za mladog čovjeka. Usavršio se u svome zanatu, naučio prilično dobro njemački i češki. Radeći u velikim tvornicama zajedno sa po nekoliko tisuća metalskih radnika, Josip Broz je jasno uvidio kakvu snagu predstavljaju metalski radnici.« (Dedijer 1, str. 51-52)
U listopadu 1912. dolazi u Beč, a zatim odlazi u Bečko Novo Mesto (Vienna Neustadt), 30-ak kilometara od Beča, saznavši da mu tamo živi stariji brat Martin (r. 1884.) Kad su se sreli, braća se nisu prepoznala, jer se nisu vidjeli više od deset godina. Zapošljava se u tvornici automobila "Daimler", u kojoj je radio i Martin. Postaje probni vozač automobila. 
Nedjeljom je volio otići u Beč, posjećujući bečke orfeume, u kojima su, uz lake bečke valcere, nastupali mađioničari i klauni. Nije mogao zalaziti u poznate bečke kavane jer nije imao novaca, ali bi se naslonio na ogradu i slušao glazbu, dok ga konobari ne bi otjerali. Bio je član sindikata, odlazio u Radnički dom, slušao predavanja i čitao socijalističku literaturu, te dva puta tjedno vježbao u gimnastičkoj sali. Vježbao je i mačevanje, te kod jednog starog učitelja plesa naučio plesati vlacer, kadril i polonezu.